# Jean Urbain Fugière
Jean Urbain Fugière, né le 8 février 1752 à Valence (Drôme), mort le 17 décembre 1813 à Avignon, est un général français de la révolution et de l’Empire.

## États de service
Soldat dans le régiment de Barrois le 22 mai 1770, caporal le 15 février 1773, sergent le 25 avril 1775, il fit sur mer les campagnes de 1780 et 1781, à la suite desquelles il obtint le grade de sergent-major, le 20 juin de cette dernière année. 
En cette qualité, chargé d'une classe d'exercice, il s'acquitta de cette tâche de manière à mériter des propositions d'avancement ; mais préférant prendre son congé, il rentra dans ses foyers le 15 avril 1784.
Élu capitaine dans la 5e compagnie du 3e bataillon de volontaires de la Drôme, le 12 octobre 1791, il partit bientôt après pour l'armée des Alpes, et, à la tête de 3 compagnies d'élite, il repoussa les troupes piémontaises dans les sept excursions qu'elles firent sur le bourg de Seez, situé au pied du petit Saint-Bernard, les 14, 18, 19, 23 et 30 octobre, 5 et 12 novembre 1792 : il était alors sous les ordres du général Dubourg.
Chef de bataillon le 4 août 1793, il vint au siège de Lyon, et, le 5 septembre, le directoire du district de Roanne l'envoya mettre en réquisition la force armée, les subsistances, les munitions et les chariots nécessaires à l'armée.
Dans cette mission, il sut respecter les personnes et les propriétés, laissant l'agriculteur et l'artisan à leurs travaux, évitant d'affamer les localités et s'attachant surtout à ne point outre-passer la sévérité de la loi. Il tint la même conduite pendant tout le temps qu'il commanda l'avant-garde à Montbrisou et à Villefranche[Lequel ?] (Aveyron). Il parvint à dissiper, sans coup férir, un rassemblement de 600 individus armés, action qui lui valut un certificat de civisme des représentants Châteauneuf-Randon et Paganel. Il rejoignit ensuite avec son bataillon l'armée des Pyrénées orientales, où il arriva dans les premiers jours de l'an II, et, toujours aux avant-postes, il repoussa le 30 brumaire an III, avec une poignée d'hommes, une forte colonne ennemie qui tentait de prendre en flanc la division Sauzet.
Nommé chef de la 18e demi-brigade de deuxième formation le 20 prairial an III, il assista en cette qualité au combat de Roveredo, où il eut un cheval tué sous lui. À la bataille de Rivoli, le général en chef passant devant sa troupe lui dit : « Brave 18e, je vous connais, l'ennemi ne tiendra pas devant vous. » La bataille fut gagnée et Fugière obtint l'honneur de faire broder ces paroles sur son drapeau.
Le 13 ventôse an VI, il fut chargé, avec 1 500 hommes, d'emporter le pont de Munich, poste formidable défendu par 22 pièces de canon et 7 000 hommes ; Fugière, s'en empara en peu d'instants, et fut fait général de brigade le 23 mars 1798 en considération de sa conduite, à cette affaire. Attaché à la division Reynier pendant l'expédition d'Égypte, il assista à tous les combats qui précédèrent la conquête du Caire, ainsi qu'à la bataille des Pyramides, où il fit preuve d'une grande valeur.
Le 7 thermidor an VII, à la bataille d'Aboukir, chargé d'attaquer par la droite les retranchements relevés par l'ennemi au bord de la mer, il fut atteint par une balle à la tête et reçut un autre coup de feu au bras gauche : il se retirait tout sanglant du champ de bataille, lorsqu'un boulet lui emporta ce même bras et nécessita l'amputation immédiate à l'articulation, opération douloureuse qui le mit un moment en danger de mort, et qu'il subit courageusement au milieu du feu et en présence du général en chef.
En récompense de sa conduite, le général en chef lui fit don de son propre sabre, sur lequel il avait fait graver : « Bataille des Pyramides, bataille d'Aboukir, le général en chef Kléber au général de brigade Fugière, au nom du Directoire exécutif. »
Rentré en France après la capitulation française au siège d'Alexandrie, il débarqua à Toulon avec l'armée, où il apprit que, dès le 29 frimaire an IX, le premier Consul avait pris un arrêté pour lui confier le commandement en chef de la succursale d'invalides qu'on devait incessamment établir dans la 8e division militaire. Napoléon Bonaparte lui confirma  lui-même cette nouvelle par une lettre datée de Paris du 8 frimaire an X, et ainsi conçue : J'ai reçu, citoyen général, votre lettre de la quarantaine : au poste d'Avignon, comme à la têle de la18e, vous ferez toujours votre devoir avec honneur et d'une manière distinguée. Comptez sur mon estime et les sentiments que j'ai pour vous.
« BONAPARTE. »
Le 24 ventôse an X, le général Fugière fut définitivement installé dans son nouveau poste, où il reçut les décorations de membre de la Légion d'honneur le 25 prairial an XII et d'officier de cet Ordre le 5 nivôse an XIII. Napoléon, à son passage à Lyon, le 24 germinal de la même année, le créa commandeur de la Légion d'honneur ; et le 18 février 1812, il reçut l'ordre de cumuler son commandement des Invalides avec celui du département de Vaucluse.
Le général Fugière est mort à Avignon le 17 décembre 1813. Il est enterré au cimetière Saint-Véran d'Avignon.

## Source
« Jean Urbain Fugière », dans Charles Mullié, Biographie des célébrités militaires des armées de terre et de mer de 1789 à 1850, 1852 [détail de l’édition]